# Detlef Hoche
Detlef Hoche (* 22. April 1952 in Deutschland; † 17. Januar 2023) war ein deutscher Autor von didaktischen Lehrwerken und Lernprogrammen.

## Werdegang
Er war Physiker und Mathematiker, Programmierer und Fachleiter sowie Musiker. Hoche absolvierte ein Referendariat und arbeitete danach als Gymnasiallehrer. Die Ernennung zum Fachberater für Physik in der Fachaufsicht erfolgte 1993 am damaligen Oberschulamt Stuttgart. Ab 1996 war Hoche Lehrbeauftragter für Physik am Staatlichen Seminar für Didaktik und Lehrerbildung (Gymnasien) in Stuttgart.
Im Schuljahr 2004/05 erhielt er eine Ernennung zum Ausbilder in Mathematik am Staatlichen Seminar für Didaktik und Lehrerbildung (Gymnasien) in Stuttgart. Seit September 2004 war Hoche kommissarischer Bereichsleiter; die Ernennung zum Bereichsleiter war im Mai 2005 mit Erlangung des Titels (Gymnasial-)Professor. Stellvertretender Seminarleiter wurde er am 1. August 2008. Seine Pensionierung erfolgte Ende des Schuljahres 2016/17.
Neben Lehrwerken entwickelte er einen Mathetrainer, der mehrfach ausgezeichnet wurde, und das Programm „Diktat“.
Hoche entwickelte die App „Griffel – Schreiben lernen mit Marie“, die Grundschulkindern das Schreiben auf dem iPad mit dem Finger oder einem Stift ermöglicht.
Hoche war an der Erstellung des pädagogischen Konzepts von Mkid – Mathe kann ich doch! beteiligt.
Im Großraum Stuttgart trat Hoche außerdem gemeinsam mit Sylvia Ernst (Sängerin) als Gitarrist von „Ernst(es) Entertainment“ auf.

## Werke (Auswahl)
- mit Lothar Meyer (Hrsg.), Gerd-Dietrich Schmidt: Duden, Basiswissen Schule. Teil: Physik 5. bis 10. Klasse, 5. Auflage, Dudenverlag, Berlin 2014, ISBN 978-3-411-71465-0.
- mit Lothar Meyer (Hrsg.), Gerd-Dietrich Schmidt: Duden, Abiturwissen. Teil: Physik. Duden-Schulbuchverlag, Berlin 2004, ISBN 978-3-411-00220-7.
- Diktat Deutsch als Fremdsprache, Heureka-Klett, Stuttgart 1996, ISBN 978-3-12-133013-3. (Software)
- Moebius: Unterrichtssoftware Naturwissenschaften, Klett, Stuttgart 1996. (Software)
- Mintext: Unterrichtssoftware Naturwissenschaften, Klett, Stuttgart 1992, ISBN 978-3-12-114810-3. (Software)
- Try-Text: Modell einer Textverarbeitung, Klett-Schulbuchverlag, Stuttgart, ISBN 978-3-12-131504-8. (Software)

## Auszeichnungen
- für Klett Mathetrainer: Comenius-EduMedia-Siegel und Comenius-EduMedia-Medaille 2011[6], 2010, 2009 sowie weitere Jahrgänge und 2007 die „Giga-Maus“ als das beste Lernprogramm Mathematik.[7][8]
- für Diktat: digita 2002[9]